# 亀の瀬地すべり

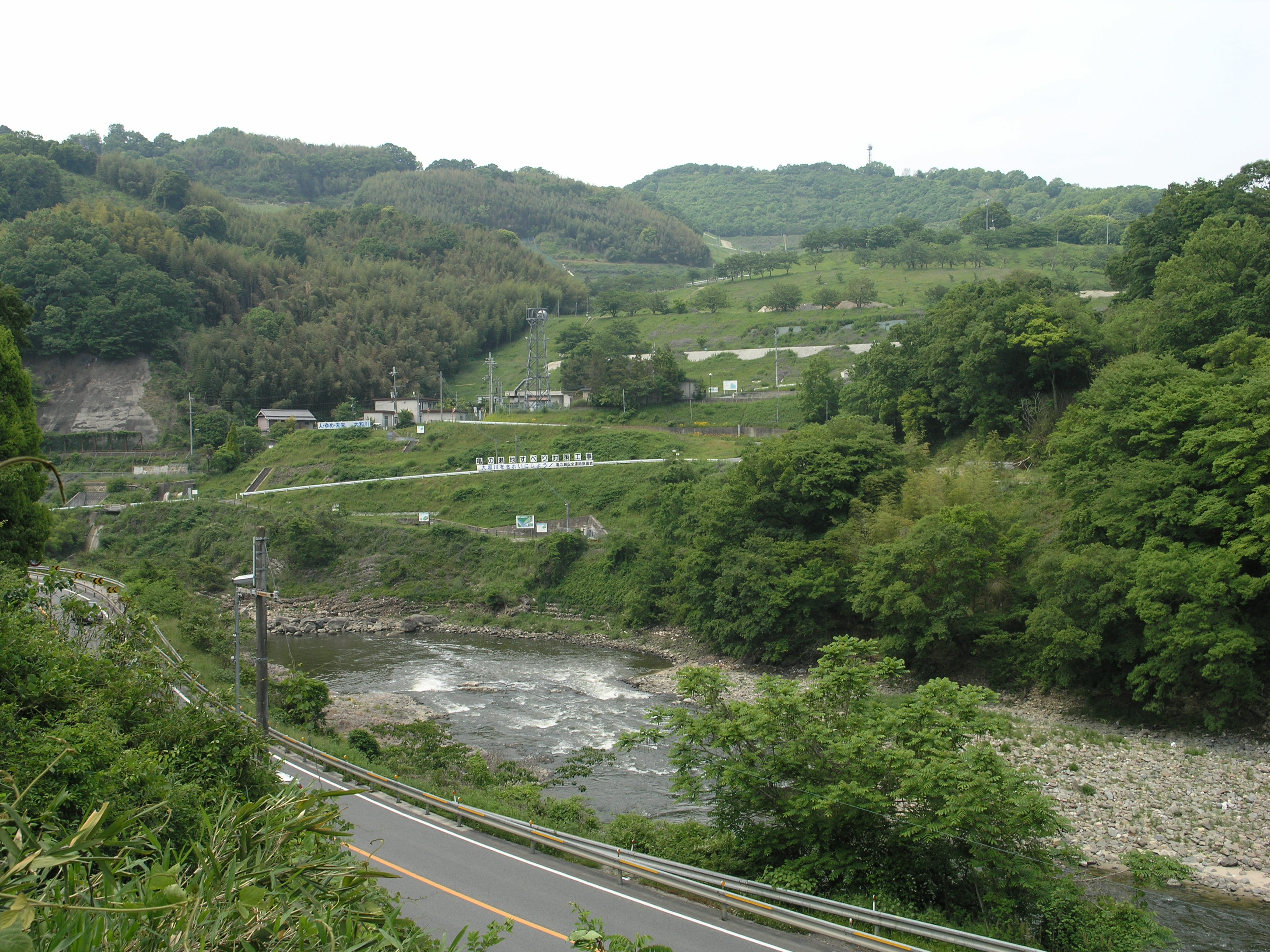
亀の瀬の大和川北岸に位置する地すべり対策地区

亀の瀬地すべり（かめのせじすべり）とは、大阪府柏原市峠地区・雁多尾畑地区一帯で過去に起こった地すべりのこと。
特に1931年（昭和6年）から翌年にかけて起こった地すべりは、規模・被害が大きくなったことで知られる。

## 概要
柏原市峠地区の大半と雁多尾畑地区の一部（トメショ山から清水谷地区あたり）では一帯古くからたびたび地すべりが起こっていた。
19世紀以前に関しては記録は残っていないものの過去の調査から4万年前より以前からあったと考えられている。
20世紀以降では主に1903年、1931・32年、1967年に発生している。

### メカニズム
当地の地質は、二上山周辺一帯に分布する二上層群の一部であり、1931年と翌1932年の大規模地すべりを契機に、初めて本格的な調査が行われた。70年代以降のボーリング、トンネル調査坑等により地すべり機構は概ね解明された。
度重なる火山活動と地殻変動により堆積された地層において、第三紀鮮新世に堆積したドロコロ熔岩層など水を通しにくい粘土質層とその下層にある第三紀中新世に堆積したレキ・火山灰層といった水を通しやすい層の間にすべり面が形成された。正確にはすべり面上部は安山岩・花崗岩細礫を含んだ暗灰色粘土層、下部は黒雲母等の火山灰を含んだ砂質粘土層ですべり面深度は地表から約30から80 mである。上部粘土層の含水量が多くなって軟弱化することが地すべりの主要因と考えられている。
すべり面は柏原市峠地区の広い範囲に広がり、南側は大和川の下をくぐり、国道25号線の少し南付近まで続いている。さらに北部のトメショ山一帯にもすべり面が確認されている。なお、大和川南岸の大和路線が通るあたりは原川累層と呼ばれる古い安定した地層である。
峠地区におけるすべり面の標高差は約100mあり、大和川直下付近がすべり面の一番低い位置にあたる。すべり面が軟弱化することにより上部層が標高の低い方（北から南）へ滑落し、結果的に大和川流域一帯の地表を押し上げることになる。

### 対策事業

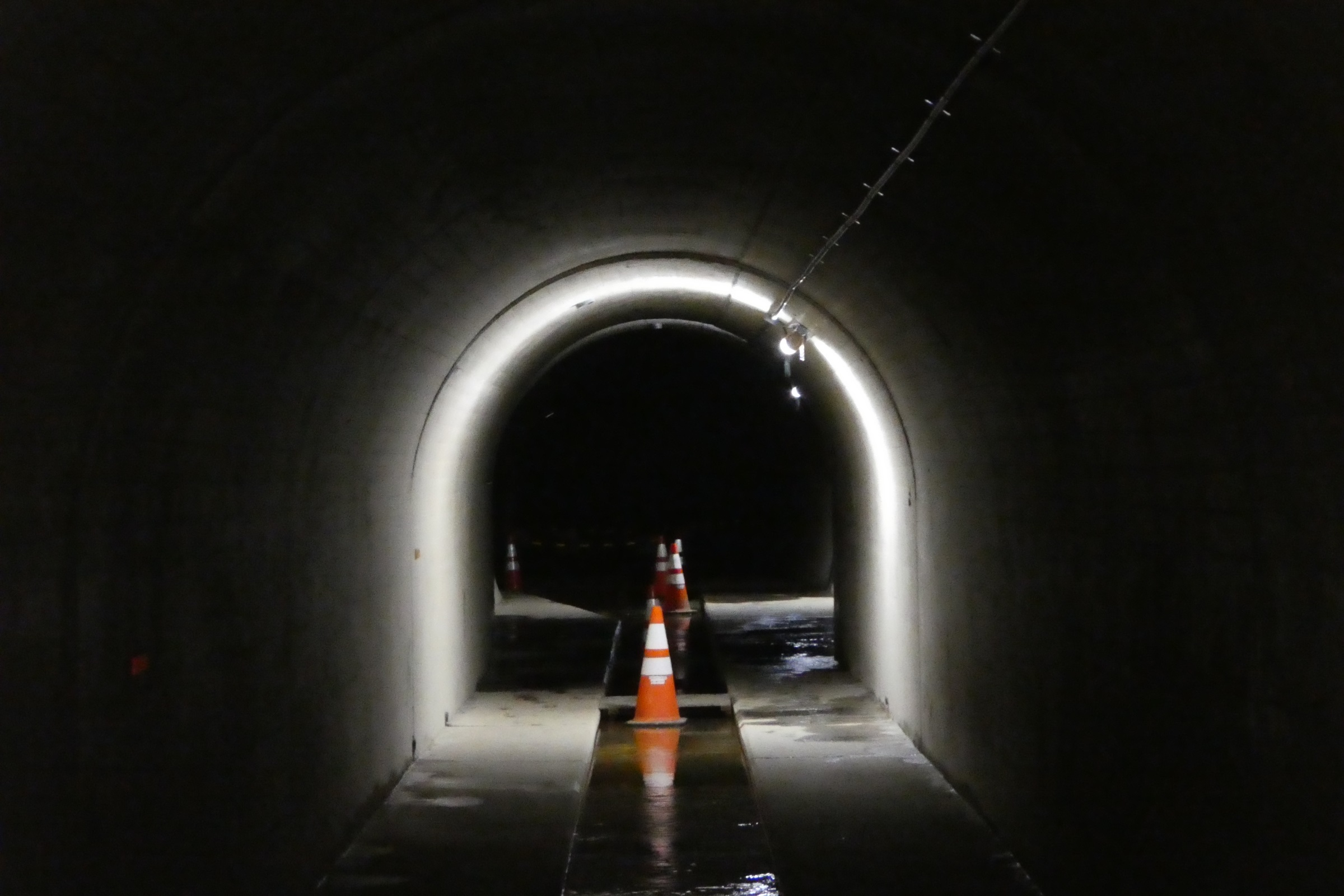
亀瀬排水トンネル

現在、地すべりを起こした斜面の崩落を防ぐために対策事業を行っている。1959年（昭和34年）10月に地すべり防止区域に指定され、さらには1962年に直轄施工区域に指定され、直轄工事が開始された。ひとたび地すべりが発生すると川がせき止められ、二次災害に繋がりかねないため、国土交通省近畿地方整備局 大和川河川事務所の管轄のもと、大規模な対策事業と監視活動がおこなわれている。
内容としては、峠地区を中心に6つの排水トンネル、26基の集水井および多数の排水口による表面排水路・暗渠排水路が整備され、粘土層の含水量を抑制する対策が行われた。また、約300本にのぼる鋼管杭の設置などが行われ、地すべり滑動を抑制する対策が行われた。
なお、対策地域内に「亀の瀬地すべり資料室」が設置され、亀の瀬地すべりに関する資料の展示、対策地域の設備の見学会等が行われ、啓蒙活動が行われている。

## 歴史

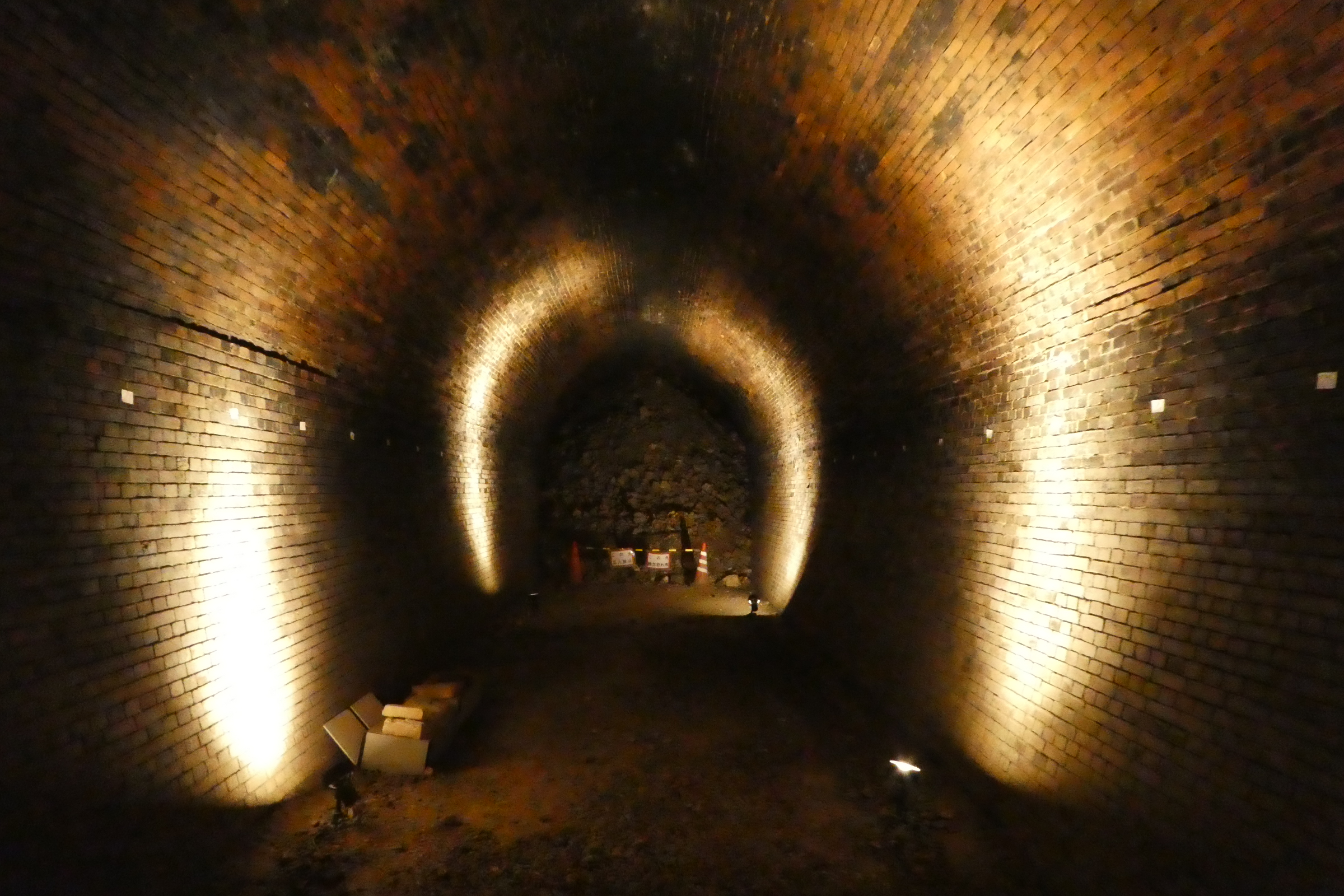
旧関西本線亀ノ瀬トンネル

1931年11月27日に亀の瀬渓谷北側において斜面に亀裂が発生、亀裂は徐々に拡大し、最終的には大規模な地すべりとなった。これに伴い1932年初頭には関西本線（現・大和路線）の亀ノ瀬トンネル内部や付近の路盤が変形、2月に運行を中止、4月にはトンネルは完全に崩壊したためこの区間は徒歩連絡とせざるを得なくなった。関西本線は7月に該当区間を放棄した上で橋（第四大和川橋梁）で大和川を越えて南岸の地すべりの影響のない位置にトンネルを掘って迂回するルート切り替え工事が開始され、12月31日に開通している。また、すべり面の最低位置にあたる大和川の川床が合計約36mほど隆起して流路をせき止めたため、同年7月には上流の王寺町内約200haが浸水した。なお、3月ごろから隆起した大和川流路を開削する工事が行われていたが、結果的にはせき止めによる水害を防ぐことはできなかった。
1951年に清水谷地区南部の約3haで地すべりが発生し、この地区は8年後の1959年に地すべり防止区域に指定された。
1967年の地すべりでは、2月から7月の5ヶ月間に及び、川床が1mほど隆起し、対岸の国道25号も1.3mほど隆起した。地すべり地域は最終的には53haに及んだ。
それ以降は対策事業もあり、目に見える規模の地滑りは発生しなくなっている。